# 高松国際ピアノコンクール
高松国際ピアノコンクール（たかまつこくさいピアノコンクール、英: Takamatsu International Piano Competition）は、香川県高松市のサンポートホール高松を会場として4年に1度開催されるピアノコンクール。

## 概要
高松から世界レベルの音楽を発信すること、地域の活性化、音楽文化の振興、文化的な国際交流の推進などを目的に地元の経済団体の呼びかけで、浜松国際ピアノコンクール、仙台国際音楽コンクールに次ぎ、日本で3番目に創設された国際ピアノコンクールである。運営資金の内、民間からの寄付が約9割を占めた。第1回は2006年3月に開催。以後4年ごとに開催されているが、現行の課題曲は第1回ほどではなく易しくされている。2015年（平成27年）、国際音楽コンクール世界連盟に加盟。応募年齢制限がかなり広く、15歳から35歳までである。

## 沿革
- 2006年（平成18年） - 第1回大会開催
- 2010年（平成22年） - 第2回大会開催
- 2014年（平成26年） - 第3回大会開催
- 2015年（平成27年） - 国際音楽コンクール世界連盟に加盟
- 2018年（平成30年） - 第4回大会開催
- 2023年（令和5年） - 第5回大会開催（新型コロナウイルス感染症拡大のため1年延期。またサンポートホール高松の改修工事のため、香川県県民ホールでの開催となった。）

## 優勝者一覧
- 第1回 - パヴェル・ギントフ（ウクライナ[1]）
- 第2回 - アレクサンドル・ヤコブレフ（ロシア[2]）
- 第3回 - ムン・ジヨン（韓国[3]）
- 第4回 - 古海行子（日本[4]）[5]
- 第5回 - フィリップ・リノフ（ロシア）

## 日本人参加者の受賞歴
- 第1回 - 岡本麻子（入賞）、丸山耕路（審査員特別賞）、泉ゆりの（審査員・オブザーバー特別賞）
- 第2回 - 石村純（準優勝・高松観光コンベンションビューロー理事長賞）
- 第3回 - リード希亜奈（第5位）・・・Kiana Reid。滋賀県野洲市出身、東京藝術大学在学[6]。
- 第4回 - 伏木唯（第3位）、鐵百合奈（審議員特別賞）[5]
- 第5回 - 青島周平（準優勝・委嘱作品演奏者賞・高松観光コンベンションビューロー理事長賞）、西本裕矢（第4位）